# Tullio Benedetti (1919-2009)
Tullio Benedetti (Roma, 29 gennaio 1919 – 20 aprile 2009) è stato un politico italiano.
Fu membro della Camera dei deputati e del Senato della Repubblica.

## Biografia
Nato a Roma ma residente in Piemonte, divenne funzionario del Partito Comunista Italiano di Torino e membro del Consiglio provinciale del capoluogo piemontese. Alle elezioni politiche del 1968 fu eletto al Senato, mentre alle elezioni successive del 1972, fu eletto alla Camera, anche se nel 1974 ritornò al Senato subentrando a Franco Antonicelli, deceduto. Concluse il proprio mandato parlamentare nel 1976.
È morto nel 2009 all'età di 90 anni.